# Дуванов, Павел Антонович
Павел Антонович Дува́нов (1914 — ?) — советский хозяйственный, государственный и политический деятель.

## Биография
Родился в 1914 году в Дерезовке (ныне Верхнемамонский район, Воронежская область). Член ВКП(б) с 1950 года.
С 1929 года — на хозяйственной, общественной и политической работе. В 1929—1959 годы — обжигальщик, мастер, участник Великой Отечественной войны, начальник цеха на кирпичных заводах, начальник цеха Воронежского кирпичного завода, инициатор стахановских методов в советской кирпичной промышленности, разработчик нового скоростного метода обжига кирпича.
Избирался депутатом ВС РСФСР 3-го и 4-го созывов.
Умер до 1985 года.

## Признание
- Сталинская премия третьей степени (1951) — за коренные усовершенствования технологии сушки и обжига кирпича.